# Saint-Michel-Labadié
Saint-Michel-Labadié, connu sous la Révolution sous le nom de Montagnarde, est une commune française située dans le département du Tarn en région Occitanie. Sur le plan historique et culturel, la commune est dans le Ségala, un territoire s'étendant sur les départements du Tarn et de l'Aveyron, constitué de longs plateaux schisteux, morcelés d'étroites vallées.
Exposée à un climat océanique altéré, elle est drainée par le ruisseau de la Broncarié, le ruisseau del Loup et par divers autres petits cours d'eau. La commune possède un patrimoine naturel remarquable composé de deux zones naturelles d'intérêt écologique, faunistique et floristique.
Saint-Michel-Labadié est une commune rurale qui compte 87 habitants en 2022, après avoir connu un pic de population de 454 habitants en 1851. Elle fait partie de l'aire d'attraction d'Albi. Ses habitants sont appelés les Michelois ou  Micheloises.

## Géographie

### Communes limitrophes
Les communes limitrophes sont  Assac, Faussergues, Le Dourn, Saint-Cirgue et Valence-d'Albigeois.
|                     | Faussergues          |          |
| Valence-d'Albigeois | Saint-Michel-Labadié | Le Dourn |
| Saint-Cirgue        |                      | Assac    |

### Hydrographie
La commune est dans le bassin de la Garonne, au sein du bassin hydrographique Adour-Garonne. Elle est drainée par le ruisseau de la Broncarié et le ruisseau del Loup et par divers petits cours d'eau, qui constituent un réseau hydrographique de 11 km de longueur totale,.
Le ruisseau de la Broncarié, d'une longueur totale de 15,2 km, prend sa source dans la commune du Dourn et s'écoule du nord-est au sud-ouest. Il traverse la commune et se jette dans le Tarn à Ambialet, après avoir traversé 6 communes.

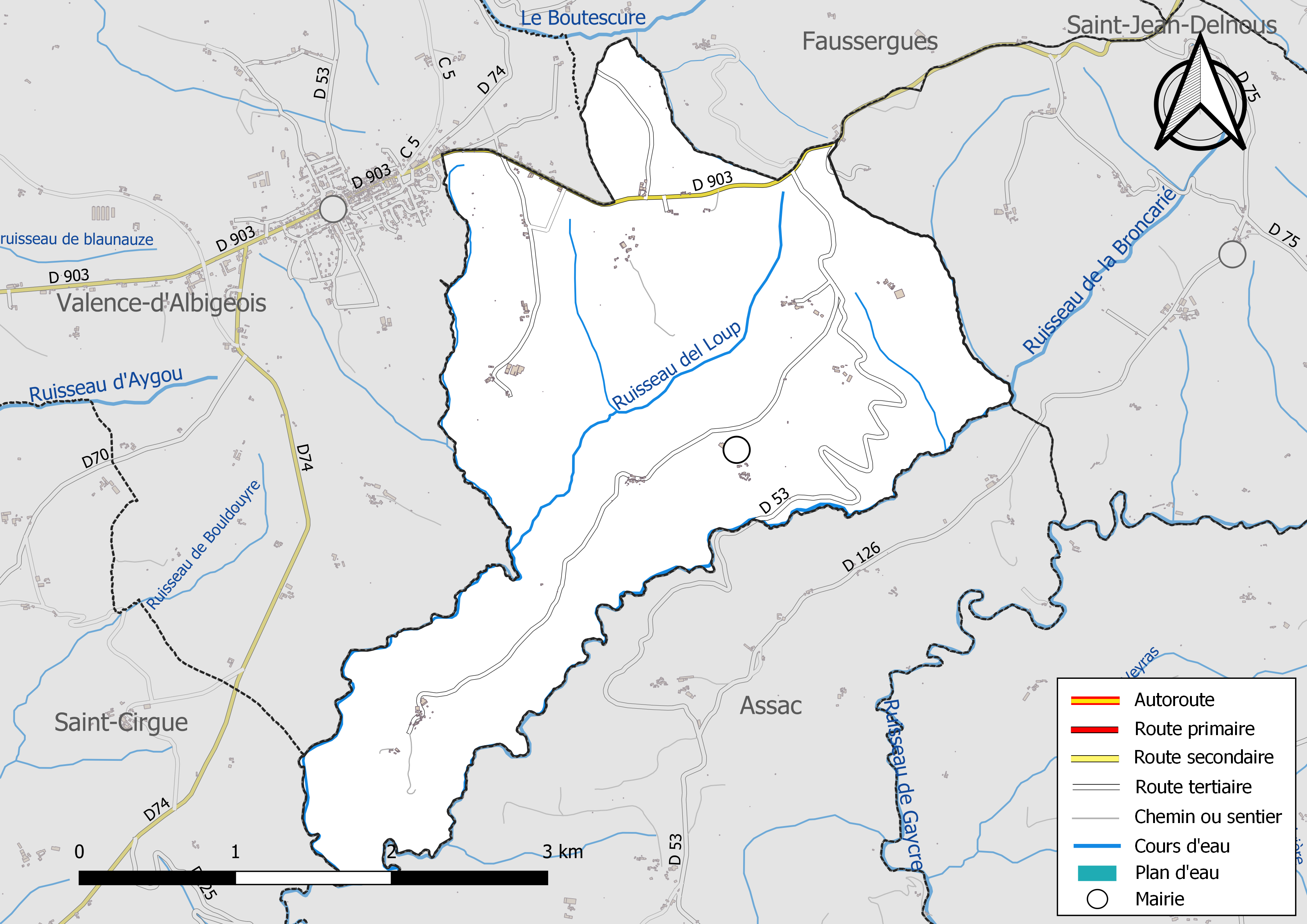
Réseaux hydrographique et routier de Saint-Michel-Labadié.

### Climat
Pour des articles plus généraux, voir Climat de l'Occitanie et Climat du Tarn.
En 2010, le climat de la commune est de type climat océanique altéré, selon une étude du Centre national de la recherche scientifique s'appuyant sur une série de données couvrant la période 1971-2000. En 2020, Météo-France publie une typologie des climats de la France métropolitaine dans laquelle la commune est dans une zone de transition entre le climat océanique altéré et le climat de montagne ou de marges de montagne et est dans la région climatique Sud-est du Massif Central, caractérisée par une pluviométrie annuelle de 1 000 à 1 500 mm, minimale en été, maximale en automne.
Pour la période 1971-2000, la température annuelle moyenne est de 11,7 °C, avec une amplitude thermique annuelle de 15,7 °C. Le cumul annuel moyen de précipitations est de 949 mm, avec 10,8 jours de précipitations en janvier et 6,3 jours en juillet. Pour la période 1991-2020, la température moyenne annuelle observée sur la station météorologique de Météo-France la plus proche, « Bastide Solages », sur la commune de La Bastide-Solages à 10 km à vol d'oiseau, est de 13,5 °C et le cumul annuel moyen de précipitations est de 950,8 mm. 
La température maximale relevée sur cette station est de 40 °C, atteinte le 29 juin 2019 ; la température minimale est de −13 °C, atteinte le 12 janvier 1987,,.
Les paramètres climatiques de la commune ont été estimés pour le milieu du siècle (2041-2070) selon différents scénarios d'émission de gaz à effet de serre à partir des nouvelles projections climatiques de référence DRIAS-2020. Ils sont consultables sur un site dédié publié par Météo-France en novembre 2022.

### Milieux naturels et biodiversité

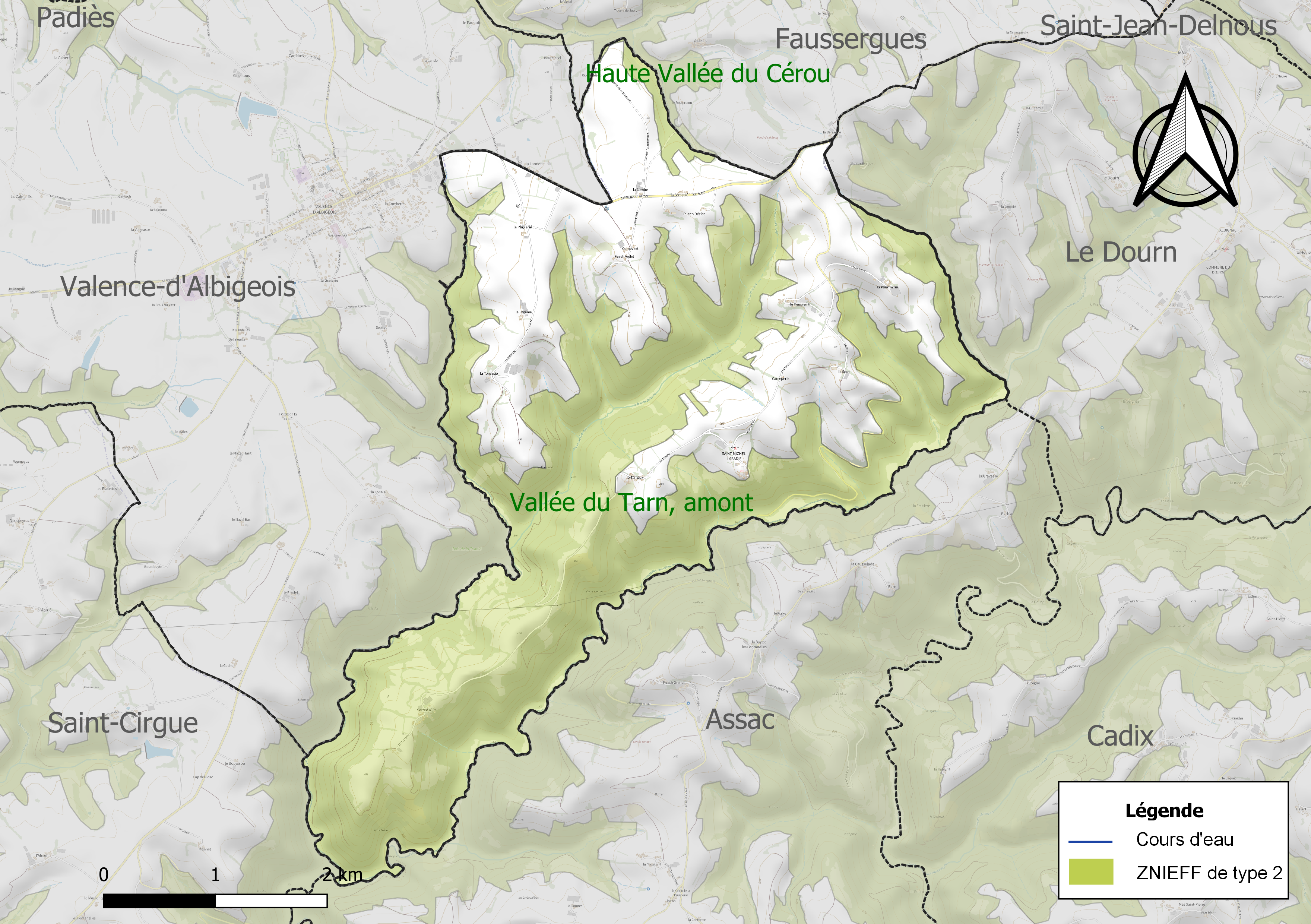
Carte des ZNIEFF de type 2 localisées sur la commune.

L’inventaire des zones naturelles d'intérêt écologique, faunistique et floristique (ZNIEFF) a pour objectif de réaliser une couverture des zones les plus intéressantes sur le plan écologique, essentiellement dans la perspective d’améliorer la connaissance du patrimoine naturel national et de fournir aux différents décideurs un outil d’aide à la prise en compte de l’environnement dans l’aménagement du territoire.
Deux ZNIEFF de type 2 sont recensées sur la commune :
- la « haute vallée du Cérou » (3 007 ha), couvrant 13 communes dont deux dans l'Aveyron et 11 dans le Tarn[14] ;
- la « vallée du Tarn, amont » (36 322 ha), couvrant 57 communes dont 31 dans l'Aveyron, une dans la Lozère et 25 dans le Tarn[15].

## Urbanisme

### Typologie
Au 1er janvier 2024, Saint-Michel-Labadié est catégorisée commune rurale à habitat très dispersé, selon la nouvelle grille communale de densité à sept niveaux définie par l'Insee en 2022.
Elle est située hors unité urbaine. Par ailleurs la commune fait partie de l'aire d'attraction d'Albi, dont elle est une commune de la couronne,. Cette aire, qui regroupe 91 communes, est catégorisée dans les aires de 50 000 à moins de 200 000 habitants,.

### Occupation des sols
L'occupation des sols de la commune, telle qu'elle ressort de la base de données européenne d’occupation biophysique des sols Corine Land Cover (CLC), est marquée par l'importance des territoires agricoles (51,1 % en 2018), une proportion sensiblement équivalente à celle de 1990 (51,4 %). La répartition détaillée en 2018 est la suivante : 
forêts (48 %), zones agricoles hétérogènes (47,8 %), prairies (3,3 %), milieux à végétation arbustive et/ou herbacée (0,9 %). L'évolution de l’occupation des sols de la commune et de ses infrastructures peut être observée sur les différentes représentations cartographiques du territoire : la carte de Cassini (XVIIIe siècle), la carte d'état-major (1820-1866) et les cartes ou photos aériennes de l'IGN pour la période actuelle (1950 à aujourd'hui).

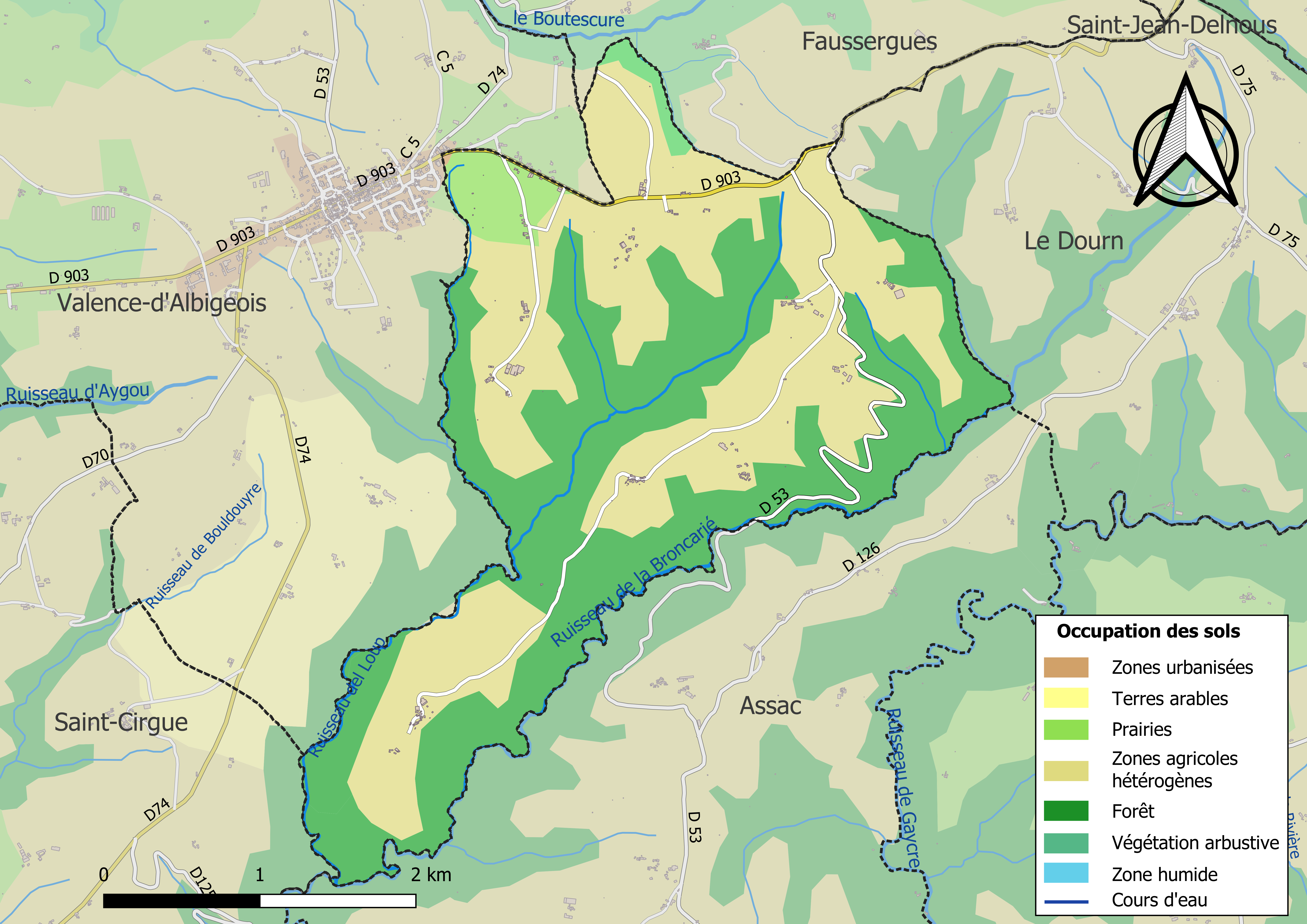
Carte des infrastructures et de l'occupation des sols de la commune en 2018 (CLC).

### Risques majeurs
Le territoire de la commune de Saint-Michel-Labadié est vulnérable à différents aléas naturels : météorologiques (tempête, orage, neige, grand froid, canicule ou sécheresse), feux de forêts, mouvements de terrains et séisme (sismicité très faible). Il est également exposé à un risque technologique, le transport de matières dangereuses, et à un risque particulier : le risque de radon. Un site publié par le BRGM permet d'évaluer simplement et rapidement les risques d'un bien localisé soit par son adresse soit par le numéro de sa parcelle.

#### Risques naturels
Saint-Michel-Labadié est exposée au risque de feu de forêt. En 2022, il n'existe pas de Plan de Prévention des Risques incendie de forêt (PPRif). Le débroussaillement aux abords des maisons constitue l’une des meilleures protections pour les particuliers contre le feu,.

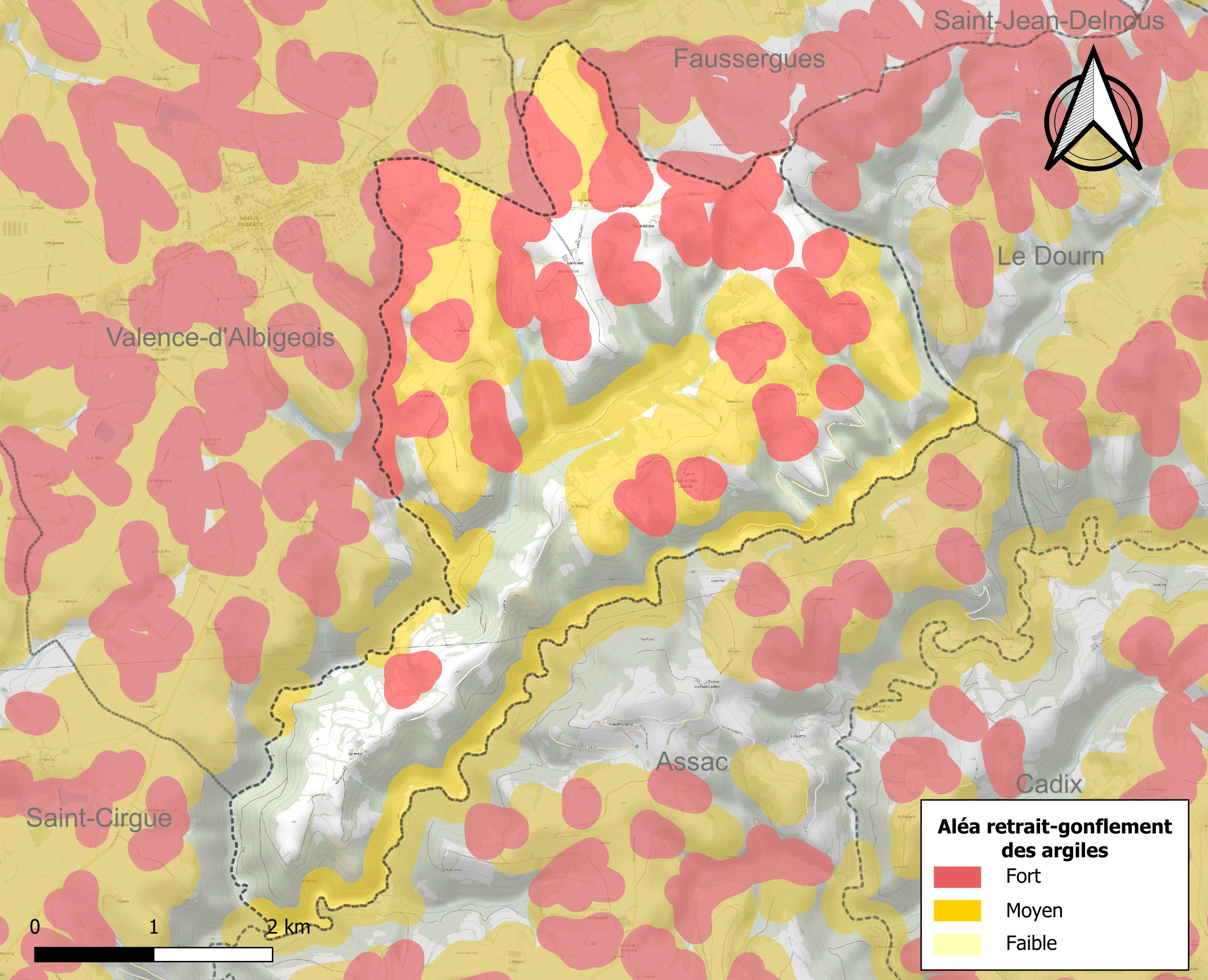
Carte des zones d'aléa retrait-gonflement des sols argileux de Saint-Michel-Labadié.

La commune est vulnérable au risque de mouvements de terrains constitué principalement du retrait-gonflement des sols argileux. Cet aléa est susceptible d'engendrer des dommages importants aux bâtiments en cas d’alternance de périodes de sécheresse et de pluie. 63,4 % de la superficie communale est en aléa moyen ou fort (76,3 % au niveau départemental et 48,5 % au niveau national). Sur les 50 bâtiments dénombrés sur la commune en 2019, 36 sont en aléa moyen ou fort, soit 72 %, à comparer aux 90 % au niveau départemental et 54 % au niveau national. Une cartographie de l'exposition du territoire national au retrait gonflement des sols argileux est disponible sur le site du BRGM,.
Par ailleurs, afin de mieux appréhender le risque d’affaissement de terrain, l'inventaire national des cavités souterraines permet de localiser celles situées sur la commune.
La commune a été reconnue en état de catastrophe naturelle au titre des dommages causés par les inondations et coulées de boue survenues en 1982.

#### Risques technologiques
Le risque de transport de matières dangereuses sur la commune est lié à sa traversée par des infrastructures routières ou ferroviaires importantes ou la présence d'une canalisation de transport d'hydrocarbures. Un accident se produisant sur de telles infrastructures est susceptible d’avoir des effets graves sur les biens, les personnes ou l'environnement, selon la nature du matériau transporté. Des dispositions d’urbanisme peuvent être préconisées en conséquence.

#### Risque particulier
Dans plusieurs parties du territoire national, le radon, accumulé dans certains logements ou autres locaux, peut constituer une source significative d’exposition de la population aux rayonnements ionisants. Certaines communes du département sont concernées par le risque radon à un niveau plus ou moins élevé. Selon la classification de 2018, la commune de Saint-Michel-Labadié est classée en zone 2, à savoir zone à potentiel radon faible mais sur lesquelles des facteurs géologiques particuliers peuvent faciliter le transfert du radon vers les bâtiments.

## Histoire

### Héraldique
| Saint-Michel-Labadié | Son blasonnement est : D'or au tau d'azur. |

## Politique et administration
| Période                                  | Période   | Identité               | Étiquette | Qualité |
| ---------------------------------------- | --------- | ---------------------- | --------- | ------- |
| 1793                                     | 1815      | François Cabot         |           |         |
| 1815                                     | 1823      | Antoine Massot         |           |         |
| 1823                                     | 1830      | Jean Antoine Papailhou |           |         |
| 1830                                     | 1837      | François Jaladieu      |           |         |
| 1837                                     | 1852      | Alexis Tarrous         |           |         |
| 1852                                     | 1866      | Vincent Panis          |           |         |
| 1866                                     | 1871      | Jean Tarrous           |           |         |
| 1871                                     | 1884      | Alexis Panis           |           |         |
| 1884                                     | 1900      | Jean Féral             |           |         |
| 1900                                     | 1904      | Jean-Baptiste Féral    |           |         |
| 1904                                     | 1908      | Théodore Tarroux       |           |         |
| 1908                                     | 1912      | Louis At               |           |         |
| 1912                                     | 1925      | Théodore Tarroux       |           |         |
| 1925                                     | 1929      | Féral                  |           |         |
| 1929                                     | 1936      | Sourèze                |           |         |
| 1937                                     | 2001      | ?                      |           |         |
| mars 2001                                | mars 2014 | Jean-Louis Biscons     | DVD       |         |
| mars 2014                                | En cours  | Fabienne Chazottes     |           |         |
| Les données manquantes sont à compléter. |           |                        |           |         |

## Démographie
| 1793 | 1800 | 1806 | 1821 | 1831 | 1836 | 1841 | 1846 | 1851 |
| ---- | ---- | ---- | ---- | ---- | ---- | ---- | ---- | ---- |
| 302  | 314  | 297  | 310  | 334  | 322  | 360  | 442  | 454  |

| 1856 | 1861 | 1866 | 1872 | 1876 | 1881 | 1886 | 1891 | 1896 |
| ---- | ---- | ---- | ---- | ---- | ---- | ---- | ---- | ---- |
| 402  | 384  | 364  | 381  | 395  | 364  | 373  | 337  | 297  |

| 1901 | 1906 | 1911 | 1921 | 1926 | 1931 | 1936 | 1946 | 1954 |
| ---- | ---- | ---- | ---- | ---- | ---- | ---- | ---- | ---- |
| 248  | 250  | 239  | 218  | 190  | 162  | 160  | 144  | 142  |

| 1962 | 1968 | 1975 | 1982 | 1990 | 1999 | 2004 | 2006 | 2009 |
| ---- | ---- | ---- | ---- | ---- | ---- | ---- | ---- | ---- |
| 135  | 114  | 103  | 110  | 102  | 88   | 100  | 103  | 84   |

| 2014 | 2019 | 2022 | - | - | - | - | - | - |
| ---- | ---- | ---- | - | - | - | - | - | - |
| 94   | 90   | 87   | - | - | - | - | - | - |

## Économie

### Emploi
|                | 2008   | 2013  | 2018  |
| -------------- | ------ | ----- | ----- |
| Commune        | 11,3 % | 3,4 % | 9,6 % |
| Département    | 8,2 %  | 9,9 % | 10 %  |
| France entière | 8,3 %  | 10 %  | 10 %  |

En 2018, la population âgée de 15 à 64 ans s'élève à 53 personnes, parmi lesquelles on compte 78,8 % d'actifs (69,2 % ayant un emploi et 9,6 % de chômeurs) et 21,2 % d'inactifs,. En  2018, le taux de chômage communal (au sens du recensement) des 15-64 ans est inférieur à celui de la France et du département, alors qu'en 2008 la situation était inverse.
La commune fait partie de la couronne de l'aire d'attraction d'Albi, du fait qu'au moins 15 % des actifs travaillent dans le pôle,. Elle compte 14 emplois en 2018, contre 17 en 2013 et 17 en 2008. Le nombre d'actifs ayant un emploi résidant dans la commune est de 39, soit un indicateur de concentration d'emploi de 36,7 % et un taux d'activité parmi les 15 ans ou plus de 55,8 %.
Sur ces 39 actifs de 15 ans ou plus ayant un emploi, 12 travaillent dans la commune, soit 32 % des habitants. Pour se rendre au travail, 73,7 % des habitants utilisent un véhicule personnel ou de fonction à quatre roues, 13,2 % s'y rendent en deux-roues, à vélo ou à pied et 13,2 % n'ont pas besoin de transport (travail au domicile).

### Activités hors agriculture
5 établissements sont implantés  à Saint-Michel-Labadié au 31 décembre 2019.
Le secteur du commerce de gros et de détail, des transports, de l'hébergement et de la restauration est prépondérant sur la commune puisqu'il représente 40 % du nombre total d'établissements de la commune (2 sur les 5 entreprises implantées  à Saint-Michel-Labadié), contre 26,7 % au niveau départemental.

### Agriculture
La commune est dans le Segala, une petite région agricole située dans le nord-est du département du Tarn. C’est la relative pauvreté du sol de cette région où ne poussait jadis que le seigle qui a donné son nom à cette aire géographique. Situé en moyenne altitude, le Ségala s’étend sur des territoires vallonnés et riches en schiste. En 2020, l'orientation technico-économique de l'agriculture  sur la commune est l'élevage d'équidés et/ou d' autres herbivores.
|               | 1988 | 2000 | 2010 | 2020 |
| ------------- | ---- | ---- | ---- | ---- |
| Exploitations | 18   | 12   | 10   | 10   |
| SAU (ha)      | 603  | 530  | 578  | 521  |

Le nombre d'exploitations agricoles en activité et ayant leur siège dans la commune est passé de 18 lors du recensement agricole de 1988  à 12 en 2000 puis à 10 en 2010 et enfin à 10 en 2020, soit une baisse de 44 % en 32 ans. Le même mouvement est observé à l'échelle du département qui a perdu pendant cette période 58 % de ses exploitations,. La surface agricole utilisée sur la commune a également diminué, passant de 603 ha en 1988 à 521 ha en 2020. Parallèlement la surface agricole utilisée moyenne par exploitation a augmenté, passant de 34 à 52 ha.

## Culture locale et patrimoine

### Lieux et monuments
- Église Saint-Michel de Saint-Michel-Labadié.